# Ernst Trumpp

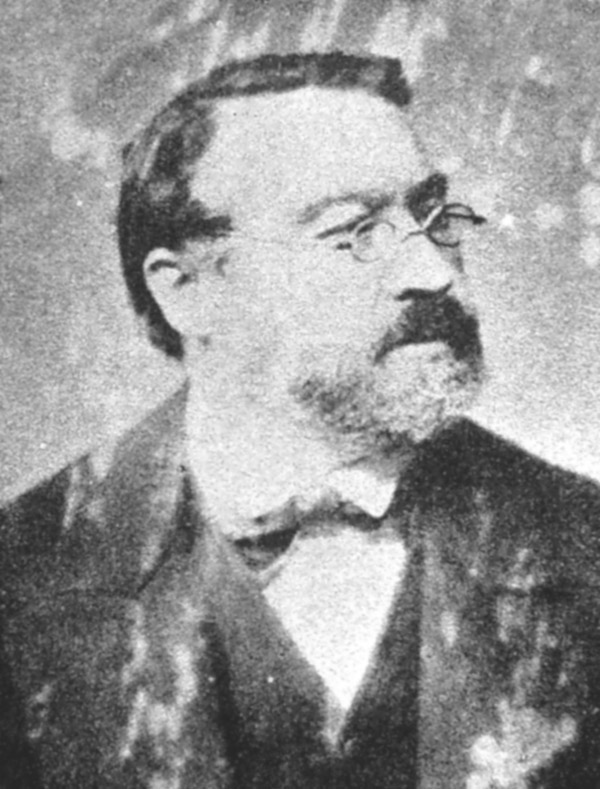
Ernst Trumpp

Ernst Trumpp (* 13. März 1828 in Ilsfeld; † 5. April 1885 in München) war ein deutscher Sprachforscher und gilt als einer der bedeutendsten Orientalisten des 19. Jahrhunderts. Er erlernte 17 Sprachen und begab sich auf drei ausgedehnte Forschungs- und Missionsreisen in den Orient. Zu seinen Werken zählt die persische Übersetzung des Book of Common Prayer und die erste englische Übersetzung des Adi Granth, einer religiösen Schrift der Sikhs. Wegen revolutionärer Umtriebe war er als junger Mann um 1850 für mehrere Monate in Festungshaft.

## Leben

### Herkunft
Ernst Trumpp wurde in Ilsfeld als sechstes Kind des Zimmermanns Georg Thomas Trumpp und seiner Ehefrau Sara (geb. Bader) geboren. Er interessierte sich bereits als Kind für fremde Sprachen, besuchte die Schule in Ilsfeld, die Realschule in Lauffen am Neckar und das Karlsgymnasium in Heilbronn. Als Stipendiat studierte er im Tübinger Stift und legte dort das theologische Dienstexamen ab. Anfang 1847 wurde er Mitglied der Studentenverbindung Tübinger Königsgesellschaft Roigel, die er aus politischen Gründen im selben Jahr wieder verließ. Neben seinem Theologiestudium erwarb er sich Kenntnisse in Sanskrit, Persisch und Arabisch. Danach war er Dorfvikar im Unterland.

### Revolutionäre Umtriebe
Während der Revolutionsunruhen 1849 stand er in Kontakt mit den führenden politischen und revolutionären Köpfen in Heilbronn, hielt bei Volksversammlungen politische Reden und gründete einen Volksverein. Über seine politischen Umtriebe berichtete der stellvertretende Ilsfelder Bauernschultheiß Jeßer dem Oberamt Besigheim am 14. Juni 1849: Ihm sei „auf dem Privatwege gesagt worden“, dass Trumpp „in der ganzen Umgegend die Leute aufruft, und zu gar bößen Ansichten verleiten sucht (…) Er ist auch schon in Kirchheim a/N gewesen und in mehreren Ortschaften, wo er sich zu viel herausnimt, und macht die Leute irr.“ Das Oberamt zog daraufhin an verschiedenen Orten weitere Informationen über Trumpps Umtriebe ein und ließ auch verschiedene Gemeindepfleger und Schultheiße verhören, die zumeist auch keine konkreten Vorwürfe erheben konnten, sondern ebenfalls nur etwas gehört haben wollten. Trumpp wurde dennoch steckbrieflich wegen Aufreizung zum Aufstand gesucht und floh für 14 Monate in die Schweiz nach St. Gallen und Basel, wo ihm eine Missionsgesellschaft Unterschlupf gewährte. Am 31. August 1850 kehrte er jedoch freiwillig in die Heimat zurück und stellte sich in der Festung Hohenasperg den gegen ihn gerichteten Vorwürfen. Dort wurde er inhaftiert und dort fanden im Oktober 1850 mehrere Verhöre und Zeugenvernehmungen in seiner Sache statt, die allesamt keine konkreten Tatvorwürfe ergaben. Die Untersuchung gegen Trumpp war nur eine von mehreren hundert Voruntersuchungen gegen Beteiligte der Aufstände von 1849. Das Verfahren gegen ihn wurde eingestellt und er erscheint nicht mehr in der Liste der 147 Personen, gegen die dann auch 1851 tatsächlich Anklage erhoben wurde.
Nach seiner Freilassung absolvierte er zunächst das Präzeptor-Examen in Tübingen und war anschließend Sprachlehrer in Heilbronn, wo er Anhänger des Wanderpredigers Gustav Werner wurde, der ihn zu seiner ersten Veröffentlichung Das Glaubensbekenntnis des Wanderpredigers G. W. anregte, aufgrund derer Trumpp im September 1851 vom evangelischen Lehrstand ausgeschlossen wurde, da die Schrift die Leitung der evangelischen Landeskirche angriff.

### Reisen im Orient
1852 wanderte er nach England aus und wurde dort Latein- und Griechisch-Lehrer an einer Privatschule, später Bibliotheksassistent am East Indian House in London, wo er auch indische Sprachen erlernte, bevor ihn die Bischöfliche Englische Missionsgesellschaft 1853 nach Indien als Übersetzer entsandte. Die Reise führte ihn zunächst nach Bombay und Karachi. 1854 erlangte er mit einer in hebräischer Schrift geschriebenen Promotionsschrift den Doktortitel.
1856 erkrankte er an Malaria und kam als Missionsinspektor nach Jerusalem. Im Oktober 1856 heiratete er in der Christuskirche in Jerusalem die Schweizerin Pauline Linder. Noch in Jerusalem erlernte er die äthiopische Sprache und übersetzte das äthiopische Taufbuch ins Deutsche, bevor er wieder nach Karachi in Indien zurückkehrte. Seine Frau verstarb am 24. September 1857 nach Geburt des Sohnes Paul im Wochenbett, woraufhin Trumpp mit Paul zurück nach Basel und von da aus nach Württemberg ging.
1858 schloss er eine zweite Ehe mit Wilhelmine Luise Pelargus, der Schwester des Kunstgießers Wilhelm Pelargus aus Stuttgart. Mit ihr unternahm er eine erneute ausgedehnte Reise nach Indien, wo er den Norden des Landes, auch Teile des heutigen Pakistan, als Forscher und Missionar durchquerte. Trumpp sprach die Landessprache und hatte das englische Allgemeine Gebetbuch ins Persische übersetzt. Er erlernte insgesamt 17 Sprachen, zu den Ergebnissen seiner Sprachforschung zählen unter anderem die ersten schriftlichen Aufzeichnungen über die Kafir-Sprache.
1860 verließ er Indien aus gesundheitlichen Gründen und kehrte nach Deutschland zurück. In Stuttgart legte er das zweite theologische Examen ab und arbeitete die Ergebnisse seiner Sprachforschungen auf. Von 1863 bis 1869 war er als zweiter Pfarrer (Diakon) in Pfullingen tätig und gründete 1859 den dortigen CVJM.
Nach 1869 führte ihn eine dritte Reise nach Lahore in Indien, wo er im Auftrag der britischen Regierung das Adi Granth, eine religiöse Schrift der Sikhs, ins Englische übersetzte. Diese erste Übersetzung des Werks erschien 1877 in London. Als weiteres Ergebnis der Reise erschien außerdem 1881 eine Schrift, die die Religion der Sikhs zum Inhalt hatte.

### Spätwerk
Nach seiner Rückkehr aus Indien nahm er 1871 seinen Wohnsitz in Tübingen, wo er Privatdozent für semitische Sprachen wurde und Gastvorlesungen an der Universität Tübingen hielt, während er die Drucklegung des Adi Granth vorbereitete. Während dieser Zeit war er auch Arabischlehrer von Max Eyth. Nachdem er in Tübingen keine Professur erlangen konnte, wurde er 1874 in München Professor für semitische Sprachen und Literatur. Hier veröffentlichte er weitere Schriften über orientalische Sprachen. Seit 1873 war er Mitglied der Bayerischen Akademie der Wissenschaften.
Bereits um 1880 erblindete er zusehends und wurde schwermütig. Er verstarb im Alter von 57 Jahren an Ostern 1885 in München-Schwabing und wurde dort auch bestattet.

## Würdigung
Trumpp gilt als Begründer der neuindischen Philologie. Die Orientalistin Annemarie Schimmel schrieb 1961: Wenn jemals ein Mann eine Gabe für das Erlernen fremder Sprachen gehabt hat, so war dies Ernst Trumpp. Zu seinem 100sten Todestag veranstaltete die Universität Tübingen 1985 ein Trumpp-Symposium. In München ist die Trumppstraße, in Ilsfeld der Professor-Trumpp-Weg und in Pfullingen der Ernst-Trumpp-Weg nach ihm benannt.